# The Deception (film, 1909)
Pour les articles homonymes, voir Déception (homonymie).
The Deception est un film muet américain réalisé par D. W. Griffith, sorti en 1909.

## Synopsis
Une femme est soupçonnée par son mari de le tromper.

## Fiche technique
- Titre : The Deception
- Réalisation : D. W. Griffith
- Scénario : d'après la nouvelle A Service of Love de O. Henry[1]
- Société de production et de distribution : American Mutoscope and Biograph Company[2]
- Photographie : G. W. Bitzer
- Pays de production :  États-Unis
- Format[3] : Noir et blanc - Muet - 1,33:1 ou 1,37:1[1] - 35 mm[1],[4]
- Longueur de pellicule : 653 pieds (199 mètres[4])
- Durée : 7 minutes (à 16 images par seconde)[3]
- Genre : Drame[1]
- Date de sortie : 22 mars 1909

## Distribution
Les noms des personnages proviennent de l'Internet Movie Database.
- Florence Lawrence : Mabel Colton
- Herbert Yost : Harvey Colton
- Mack Sennett : le médecin
- Arthur V. Johnson : l'homme au haut de forme / le secrétaire du patron riche
- Dorothy West : une personne à la blanchisserie
- Linda Arvidson
- Mary Pickford
- Adele DeGarde : une personne à la blanchisserie[1],[5]
- Anita Hendrie : une personne à la blanchisserie[1],[5]
- Charles Inslee : le propriétaire[5]
- Min Johnson : une personne à la blanchisserie[5]
- David Miles : une personne à la blanchisserie / une personne dans la serre[5]
- Owen Moore : le patron riche[5]
- Harry Solter : l'ami de Harvey[5]

## Autour du film
Les scènes du film ont été tournées les 5 et 6 février 1909 dans le studio de la Biograph à New York.
À sa sortie, le film a été présenté sur la même bobine que And a Little Child Shall Lead Them.